# Del Rio (Texas)
Pour les articles homonymes, voir Del Rio.
La ville de Del Rio est le siège du comté de Val Verde, dans l’État du Texas, aux États-Unis. Sa population s’élevait à 35 591 habitants lors du recensement de 2010, estimée à 35 998 habitants en 2016.

## Histoire
Les Espagnols établirent une petite colonie au sud du Río Grande (aujourd'hui le Mexique) et quelques colons espagnols s'installèrent sur l'autre rive (aujourd'hui aux États-Unis), au début du XVIIIe siècle, mais le développement de la rive américaine ne se fera pas avant la guerre de Sécession.

## Personnalités
Tara Cunningham (1972-), championne olympique d'haltérophilie.
- Jeremy Silman (1954-2023), joueur d’échecs américain.

## Source
- (en) Cet article est partiellement ou en totalité issu de l’article de Wikipédia en anglais intitulé « Del Rio, Texas » (voir la liste des auteurs).